# قرقودوک
اِفتِخار که پیشتر قرقودوک نامیده می‌شد، جماعت و شهرکی با ۸٬۳۵۰ نفر جمعیت در ناحیهٔ اشت ولایت سغد است که در شمال غربی تاجیکستان قرار دارد.